# Dudgeodes
Dudgeodes is een geslacht van haften (Ephemeroptera) uit de familie Teloganodidae.

## Soorten
Het geslacht Dudgeodes omvat de volgende soorten:
- Dudgeodes celebensis
- Dudgeodes hutanis
- Dudgeodes lugens
- Dudgeodes pescadori
- Dudgeodes stephani
- Dudgeodes ulmeri